# Patricia Collinge
Patricia Collinge (* 20. September 1892 in Dublin als Eileen Cecilia Collinge; † 10. April 1974 in New York City) war eine irische Schauspielerin.

## Biografie
Patricia Collinge sammelte bereits im Alter von 12 Jahren erste Bühnenerfahrung, als sie eine Rolle in dem Stück Little Black Sambo übernahm. Sie absolvierte Bühnenauftritte in Irland und England, ehe sie um 1907 mit ihrer Mutter in die Vereinigten Staaten emigrierte. Ihre beginnende Schauspielkarriere setzte sie am Broadway fort, wo sie ab 1908 durchgängig in verschiedenen Stücken besetzt wurde. Insgesamt wirkte die profilierte Bühnenschauspielerin bis 1952 an über zwei Dutzend Broadway-Produktionen mit.
1941 übernahm sie ihre erste Filmrolle in William Wylers Die kleinen Füchse. Sie hatte bereits 1939 in dem gleichnamigen Theaterstück am Broadway mitgewirkt und übernahm im Film die gleiche Rolle, die ihr bei der Oscarverleihung 1942 eine Nominierung in der Kategorie Beste Nebendarstellerin einbrachte. 1943 übernahm sie in Alfred Hitchcocks Thriller Im Schatten des Zweifels die Rolle der häuslichen, warmherzigen Familienmutter, die nichts von den Morden ihres geliebten Bruders ahnt. Sieben Jahre später gab sie eine exzellente und frösteln machende Performance als Übermutter in Fred Zinnemanns Gesellschaftsdrama Teresa. In der Folgezeit übernahm sie vermehrt Rollen in Fernsehserien wie Alfred Hitchcock Presents oder East Side/West Side. 1967 stand sie das letzte Mal vor der Kamera.
Collinge heiratete 1921 James Nichols Smith, mit dem sie bis zu ihrem Tod verheiratet blieb. Sie starb 1974 an den Folgen eines Herzinfarkts.

## Wirken

### Filmografie (Auswahl)
- 1941: Die kleinen Füchse (The Little Foxes)
- 1943: Im Schatten des Zweifels (Shadow of a Doubt)
- 1943: Tender Comrade
- 1944: So ein Papa (Casanova Brown)
- 1951: Teresa
- 1955–1961: Alfred Hitchcock präsentiert (Fernsehserie, 4 Folgen)
- 1959: Geschichte einer Nonne (The Nun’s Story)

### Theater (Broadway)
- 1908–1909: The Queen of the Moulin Rouge
- 1910: The Thunderbolt
- 1911–1912: Everywoman
- 1913–1914: The New Henrietta (Regie: Joseph Brooks)
- 1914: He Comes up Smiling
- 1914–1915: The Show Shop
- 1916: Polyanna
- 1919: Tillie
- 1920–1921: Just Suppose
- 1925: The Dark Angel
- 1926: Hedda Gabler
- 1926: The Importance of Being Earnest (Regie: Dudley Digges)
- 1931: Anatol (Regie: Gabriel Beer-Hoffman)
- 1932–1933: Autumn Crocus
- 1933: Another Language
- 1938: Dame Nature (Darstellerin und Drehbuch)
- 1939–1940: Die kleinen Füchse
- 1941–1944: Spitzenhäubchen und Arsenik
- 1947–1948: The Heiress (Regie: Jed Harris)